# 舊米斯蒂克 (康乃狄克州)
舊米斯蒂克（英語：Old Mystic）是位於美國康乃狄克州新倫敦縣的一個人口普查指定地區。

## 地理
舊米斯蒂克的座標為41°23′29″N 71°57′42″W / 41.39139°N 71.96167°W，而該地最高點為海拔高度4米（即13英尺）。

## 人口
根據2010年美國人口普查的數據，舊米斯蒂克的面積為11.26平方千米，當中陸地面積為11.00平方千米，而水域面積為0.26平方千米。當地共有人口3205人，而人口密度為每平方千米284人。